# Pello Otxandiano
Pello Otxandiano Kanpo (Ochandiano, Vizcaya, 20 de agosto de 1983) es un ingeniero y político español.
Desde 2024 es diputado en el Parlamento Vasco por Euskal Herria Bildu, de cuyo grupo parlamentario es portavoz. También es director de programa de esta formación desde 2015.

## Biografía
Nació en Ochandiano en 1983. Cursó los estudios de primaria en la escuela pública CEIP Otxandio HLHI de Ochandiano y los de secundaria en el IES Juan Orobiogoitia BHI de Yurreta. Luego estudió en el CIFP Iurreta LHII de Yurreta.
Posteriormente, se doctoró en ingeniería de telecomunicaciones en 2012 en la Universidad de Mondragón. Durante su doctorado realizó un período de prácticas en la Universidad Tecnológica Chalmers de Gotemburgo, Suecia.
Comenzó en política en 2011, como concejal de Bildu en el Ayuntamiento de Ochandiano.
En 2023 la Mesa Política de EH Bildu lo propuso como candidato a lendakari del Gobierno Vasco para las elecciones al Parlamento Vasco de 2024.

## Familia
Otxandiano es descendiente del histórico dirigente del PNV Juan de Ajuriaguerra. Es hermano de Aritz Otxandiano, directivo del Grupo Fagor.

## Elecciones disputadas
| Convocatoria                           | Circunscripción | Candidatura | Puesto | Resultado |
| -------------------------------------- | --------------- | ----------- | ------ | --------- |
| Elecciones municipales de 2011         | Ochandiano      | Bildu       | 4      | Electo    |
| Elecciones al Parlamento Vasco de 2024 | Álava           | EH Bildu    | 1      | Electo    |